# Willy Kyrklund
Paul Wilhelm "Willy" Kyrklund (ur. 27 lutego 1921 w Helsinkach, zm. 27 czerwca 2009 roku w parafii Danmark, gmina Uppsala) – szwedzko-fiński prozaik i dramatopisarz.

## Biografia
Urodzony w Helsinkach, jako dziecko mieszkał również z rodziną w Harlu w fińskiej Karelii. Po maturze w 1938 roku przeprowadził się z rodzicami do Szwecji. W latach 40. i 50. pracował w biurze inżynierskim miasta gminy Lidingö. Studiował również sinologię, język rosyjski i matematykę.

## Twórczość
Zadebiutował w 1948 roku zbiorem opowiadań Ångvälten (pol. Walec parowy). Jego twórczość, klasyfikowaną jako przykład modernizmu w szwedzkiej prozie, cechuje nieufność wobec języka oraz opartej na rozumie zachodniej cywilizacji. Kyrklund uciekał w stronę filozoficznych baśni, paraboli, pastiszów, a za szczególną cechę jego prozy uważa się ironię.
W prozie Kyrklunda można znaleźć nawiązania do filozofii wschodu i antyku, a także do Biblii.
Opowiadania Kyrklunda tłumaczył na polski Zygmunt Łanowski.

### Zbiory opowiadań
- 1948 – Ångvälten
- 1954 – Hermelinens död
- 1957 – Den överdrivne älskaren

### Powieści i inna proza
- 1949 – Tvåsam
- 1951 – Solange
- 1952 – Mästaren Ma
- 1957 – Aigaion (relacja z podróży)
- 1959 – Till Tabbas (relacja z podróży)
- 1964 – Polyfem förvandlad
- 1974 – Den rätta känslan
- 1978 – Gudar och människor: en myt
- 1978 – Zéb-unnisa: en anekdot
- 1982 – 8 variationer
- 1986 – Elpёnor
- 1988 – Om godheten
- 1992 – Språket som artefakt

### Dramaty
- 1946 – Vinkruset
- 1950 – Komedi för narr och ensemble
- 1967 – Från Bröllopet till Medea. Tre pjäser

## Nagrody i wyróżnienia
- 1951 – Nagroda literacka dziennika Svenska Dagbladet
- 1959 – Nagroda literacka dziennika Aftonbladet
- 1965 – Wielka Nagroda Dziewięciu
- 1989 – Nagroda Gerarda Bonniera
- 1991 – Tegnérpriset
- 1994 – Doktorat honoris causa Uniwersytetu w Uppsali
- 1997 – Nagroda Aniary
- 2001 – Nagroda Nordycka Akademii Szwedzkiej